# Ронні Йонсен
Ронні Йонсен (норв. Ronny Johnsen, нар. 10 червня 1969, Саннефіорд, Норвегія) — норвезький футболіст, що грав на позиції захисника. Виступав за національну збірну Норвегії.
Чотириразовий чемпіон Англії. Дворазовий володар кубка Англії. Чемпіон Норвегії. Переможець Ліги чемпіонів УЄФА. Володар Міжконтинентального кубка.

## Клубна кар'єра
У дорослому футболі дебютував 1987 року виступами за команду клубу «Еїк-Тенсберг», в якій провів чотири сезони, взявши участь у 98 матчах чемпіонату.
Згодом з 1992 по 1996 рік грав у складі команд клубів «Люн», «Ліллестрем» та «Бешикташ».
Своєю грою за останню команду привернув увагу представників тренерського штабу клубу «Манчестер Юнайтед», до складу якого приєднався 1996 року. Відіграв за команду з Манчестера наступні шість сезонів ігрової кар'єри. За цей час чотири рази виборював титул чемпіона Англії, ставав володарем кубка Англії (двічі), переможцем Ліги чемпіонів УЄФА, володарем Міжконтинентального кубка.
Протягом 2002—2004 років захищав кольори клубів «Астон Вілла» та «Ньюкасл Юнайтед».
Завершив ігрову кар'єру у клубі «Волеренга», за команду якого виступав протягом 2005—2008 років.

## Виступи за збірну
1991 року дебютував в офіційних матчах у складі національної збірної Норвегії. Протягом кар'єри у національній команді, яка тривала 17 років, провів у формі головної команди країни 62 матчі, забивши 3 голи.
У складі збірної був учасником чемпіонату світу 1998 року у Франції.
| Дата       | Місто                          | Господарі            | Результат | Гості             | Турнір               | Голи | Примітки |
| ---------- | ------------------------------ | -------------------- | --------- | ----------------- | -------------------- | ---- | -------- |
| 08/08/1991 | Осло                           | Норвегія             | 1 – 2     | Швеція            | товариський матч     | -    |          |
| 25/09/1991 | Осло                           | Норвегія             | 2 – 3     | Чехословаччина    | товариський матч     | -    |          |
| 13/11/1991 | Генуя                          | Італія               | 1 – 1     | Норвегія          | Відбір до ЧЄ 1992    | -    |          |
| 04/02/1992 | Гамільтон (Бермудські острови) | Бермудські Острови   | 1 – 3     | Норвегія          | товариський матч     | -    |          |
| 09/06/1993 | Роттердам                      | Нідерланди           | 0 – 0     | Норвегія          | Відбір до ЧС 1994    | -    |          |
| 13/10/1993 | Познань                        | Польща               | 0 – 3     | Норвегія          | Відбір до ЧС 1994    | 1    |          |
| 10/11/1993 | Стамбул                        | Туреччина            | 2 – 1     | Норвегія          | Відбір до ЧС 1994    | -    |          |
| 15/01/1994 | Фінікс                         | США                  | 2 – 1     | Норвегія          | товариський матч     | -    |          |
| 19/01/1994 | Сан-Дієго                      | Норвегія             | 0 – 0     | Коста-Рика        | товариський матч     | -    |          |
| 16/11/1994 | Мінськ                         | Білорусь             | 0 – 4     | Норвегія          | Відбір до ЧЄ 1996    | -    |          |
| 14/12/1994 | Валлетта                       | Мальта               | 0 – 1     | Норвегія          | Відбір до ЧЄ 1996    | -    |          |
| 06/02/1995 | Ларнака                        | Норвегія             | 7 – 0     | Естонія           | товариський матч     | -    |          |
| 08/02/1995 | Нікосія                        | Кіпр                 | 0 – 2     | Норвегія          | товариський матч     | -    |          |
| 29/03/1995 | Люксембург (місто)             | Люксембург           | 0 – 2     | Норвегія          | Відбір до ЧЄ 1996    | -    |          |
| 26/04/1995 | Осло                           | Норвегія             | 5 – 0     | Люксембург        | Відбір до ЧЄ 1996    | -    |          |
| 25/05/1995 | Осло                           | Норвегія             | 3 – 2     | Гана              | товариський матч     | -    |          |
| 07/06/1995 | Осло                           | Норвегія             | 2 – 0     | Мальта            | Відбір до ЧЄ 1996    | -    |          |
| 22/07/1995 | Осло                           | Норвегія             | 0 – 0     | Франція           | товариський матч     | -    |          |
| 16/08/1995 | Осло                           | Норвегія             | 1 – 1     | Чехія             | Відбір до ЧЄ 1996    | -    |          |
| 06/09/1995 | Прага                          | Чехія                | 2 – 0     | Норвегія          | Відбір до ЧЄ 1996    | -    |          |
| 01/09/1996 | Осло                           | Норвегія             | 1 – 0     | Грузія            | товариський матч     | -    |          |
| 09/10/1996 | Осло                           | Норвегія             | 3 – 0     | Угорщина          | Відбір до ЧС 1998    | -    |          |
| 10/11/1996 | Берн                           | Швейцарія            | 0 – 1     | Норвегія          | Відбір до ЧС 1998    | -    |          |
| 29/03/1997 | Дубай (місто)                  | ОАЕ                  | 1 – 4     | Норвегія          | товариський матч     | -    |          |
| 30/04/1997 | Осло                           | Норвегія             | 1 – 1     | Фінляндія         | Відбір до ЧС 1998    | -    |          |
| 30/05/1997 | Осло                           | Норвегія             | 4 – 2     | Бразилія          | товариський матч     | -    |          |
| 08/06/1997 | Будапешт                       | Угорщина             | 1 – 1     | Норвегія          | Відбір до ЧС 1998    | -    |          |
| 08/10/1997 | Осло                           | Норвегія             | 0 – 0     | Колумбія          | товариський матч     | -    |          |
| 20/05/1998 | Осло                           | Норвегія             | 5 – 2     | Мексика           | товариський матч     | 1    |          |
| 27/05/1998 | Молде                          | Норвегія             | 6 – 0     | Саудівська Аравія | товариський матч     | -    |          |
| 10/06/1998 | Монпельє                       | Норвегія             | 2 – 2     | Марокко           | ЧС 1998 - 1-й етап   | -    |          |
| 16/06/1998 | Бордо                          | Норвегія             | 1 – 1     | Шотландія         | ЧС 1998 - 1-й етап   | -    |          |
| 23/06/1998 | Марсель                        | Норвегія             | 2 – 1     | Бразилія          | ЧС 1998 - 1-й етап   | -    |          |
| 27/06/1998 | Марсель                        | Норвегія             | 0 – 1     | Італія            | ЧС 1998 - 1/8 фіналу | -    |          |
| 19/08/1998 | Осло                           | Норвегія             | 0 – 0     | Румунія           | товариський матч     | -    |          |
| 06/09/1998 | Осло                           | Норвегія             | 1 – 3     | Латвія            | Відбір до ЧЄ 2000    | -    |          |
| 10/02/1999 | Піза                           | Італія               | 0 – 0     | Норвегія          | товариський матч     | -    |          |
| 27/03/1999 | Афіни                          | Греція               | 0 – 2     | Норвегія          | Відбір до ЧЄ 2000    | -    |          |
| 07/10/2000 | Кардіфф                        | Уельс                | 1 – 1     | Норвегія          | Відбір до ЧС 2002    | -    |          |
| 11/10/2000 | Осло                           | Норвегія             | 0 – 1     | Україна           | Відбір до ЧС 2002    | -    |          |
| 01/09/2001 | Хожув                          | Польща               | 3 – 0     | Норвегія          | Відбір до ЧС 2002    | -    |          |
| 05/09/2001 | Осло                           | Норвегія             | 3 – 2     | Уельс             | Відбір до ЧС 2002    | 1    |          |
| 06/10/2001 | Єреван                         | Вірменія             | 1 – 4     | Норвегія          | Відбір до ЧС 2002    | -    |          |
| 14/05/2002 | Осло                           | Норвегія             | 3 – 0     | Японія            | товариський матч     | -    |          |
| 22/05/2002 | Буде                           | Норвегія             | 1 – 1     | Ісландія          | товариський матч     | -    |          |
| 21/08/2002 | Осло                           | Норвегія             | 0 – 1     | Нідерланди        | товариський матч     | -    |          |
| 07/09/2002 | Осло                           | Норвегія             | 2 – 2     | Данія             | Відбір до ЧЄ 2004    | -    |          |
| 12/02/2003 | Іракліон                       | Греція               | 1 – 0     | Нідерланди        | товариський матч     | -    |          |
| 02/04/2003 | Люксембург (місто)             | Люксембург           | 0 – 2     | Норвегія          | Відбір до ЧЄ 2004    | -    |          |
| 30/04/2003 | Дублін                         | Ірландія             | 1 – 0     | Норвегія          | товариський матч     | -    |          |
| 22/05/2003 | Осло                           | Норвегія             | 2 – 0     | Фінляндія         | товариський матч     | -    |          |
| 07/06/2003 | Копенгаген                     | Данія                | 1 – 0     | Норвегія          | Відбір до ЧЄ 2004    | -    |          |
| 11/06/2003 | Осло                           | Норвегія             | 1 – 1     | Румунія           | Відбір до ЧЄ 2004    | -    |          |
| 20/08/2003 | Осло                           | Норвегія             | 0 – 0     | Шотландія         | товариський матч     | -    |          |
| 06/09/2003 | Зениця                         | Боснія і Герцеговина | 1 – 0     | Норвегія          | Відбір до ЧЄ 2004    | -    |          |
| 19/11/2003 | Осло                           | Норвегія             | 0 – 3     | Іспанія           | Відбір до ЧЄ 2004    | -    |          |
| 18/02/2004 | Белфаст                        | Північна Ірландія    | 1 – 4     | Норвегія          | товариський матч     | -    |          |
| 27/05/2004 | Осло                           | Норвегія             | 0 – 0     | Уельс             | товариський матч     | -    |          |
| 22/08/2007 | Осло                           | Норвегія             | 2 – 1     | Аргентина         | товариський матч     | -    |          |
| Усього     |                                | Матчів               | 62        |                   | Голів                | 3    |          |

## Досягнення
- Чемпіон Англії:

«Манчестер Юнайтед»: 1996-97, 1998-99, 1999-00, 2000-01
- Володар Кубка Англії:

«Манчестер Юнайтед»: 1998-99, 2000-01
- Володар Суперкубка Англії з футболу:

«Манчестер Юнайтед»: 1996, 1997
- Переможець Ліги чемпіонів УЄФА:

«Манчестер Юнайтед»: 1998–1999
- Володар Міжконтинентального кубка:

«Манчестер Юнайтед»: 1999
- Чемпіон Норвегії:

«Волеренга»: 2005